# Giuseppe Antonacci
Giuseppe Antonacci (Trani, 4 luglio 1810 – Castellammare di Stabia, 20 settembre 1877) è stato un politico italiano e sindaco di Trani.